# Jan ter Borch

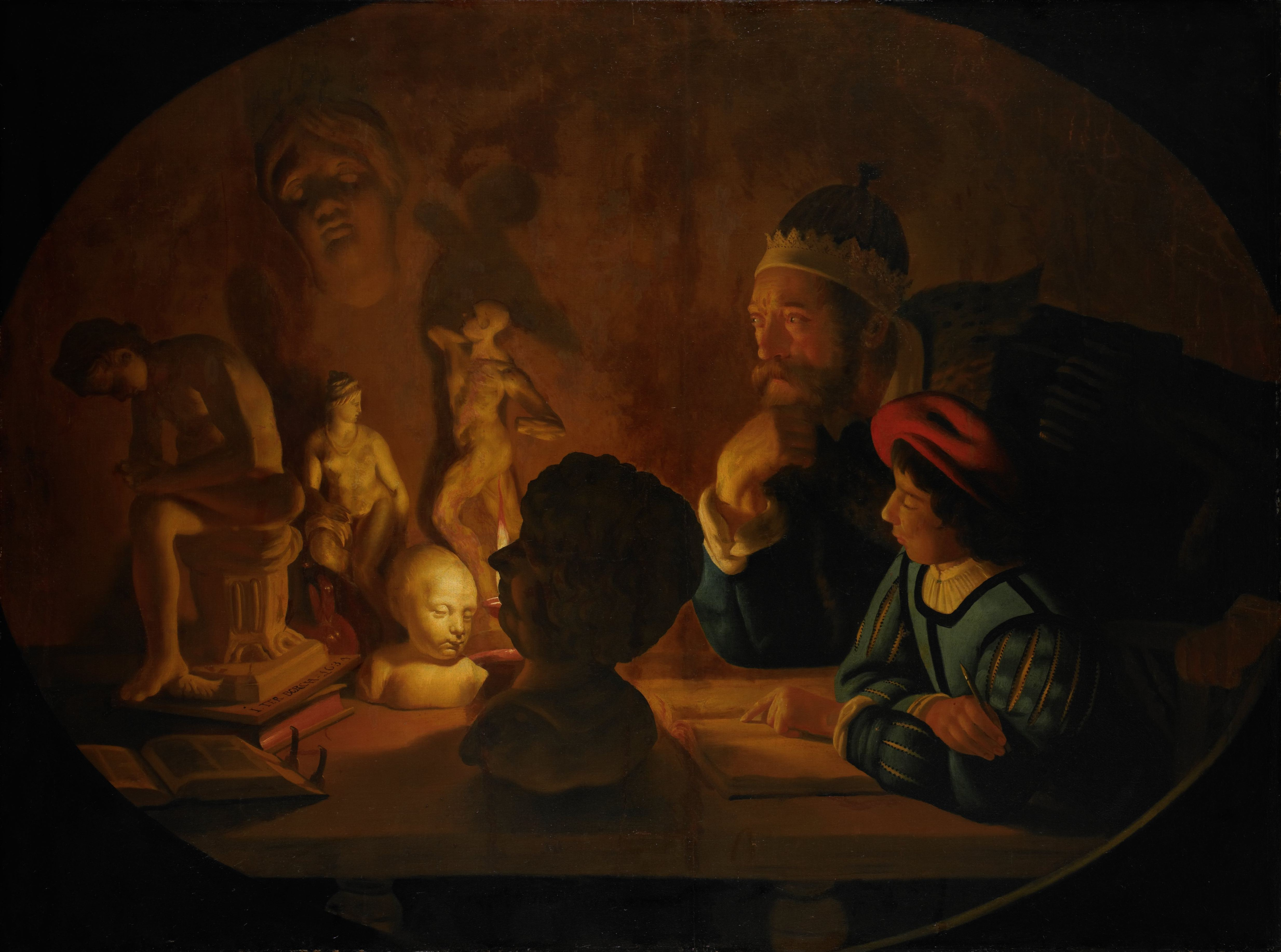
Der Zeichenunterricht, Rijksmuseum Amsterdam

Jan ter Borch war ein holländischer Maler, der zwischen 1634 und 1643 tätig war.
Er war ein Mitglied der Familie um Gerard ter Borch, dessen Herkunft und Stellung nicht völlig gesichert ist. Seine wenigen bekannten Arbeiten erinnern an Bilder des Gerrit van Honthorst, dessen Schüler er vielleicht war.

## Werke
- Die Lesestunde. 1635, Amsterdam, Rijksmuseum
- Pfeiferauchender Mann. um 1612 (zugeschrieben), Museum Boijmans Van Beuningen Rotterdam
- Lesender junger Mann in seinem Atelier am Abend. Verbleib unbekannt, letzte bekannte Sammlung Oscar & Peter Johnson, Londen